# Paronychia revoluta
Paronychia revoluta là loài thực vật có hoa thuộc họ Cẩm chướng. Loài này được C.E.Carneiro & Furlan mô tả khoa học đầu tiên năm 2004.